# Швец, Николай Антонович
Николай Антонович Швец (род. 6 сентября 1955, г. Пятихатки, Днепропетровская область) — украинский политик. Почётный гражданин города Днепропетровска (1999).

## Биография
Окончил Днепропетровский строительный техникум (1971—1975).
В 1975—1977 годах проходил службу в Советской армии.
Окончил Днепропетровский инженерно-строительный институт (1982).
Победил на первых прямых выборах городского головы Днепропетровска в 1994 году. Был переизбран на выборах в марте 1998 года.
С июня 1994 года по 27 апреля 1999 года — председатель Днепропетровского горсовета. При уходе назначил исполняющего обязанности городского головы Ивана Куличенко.
С 1999 года по август 2003 года — глава Днепропетровской областной государственной администрации, был назначен указом президента Украины (27.04.1999).
С августа 2003 года по январь 2005 года — советник президента Украины.
В 2005—2006 годах — председатель Днепропетровского областного совета.
Полковник запаса.
Награждён Орденами «За заслуги» III (1996) и II степени (2000), преподобного Нестора Летописца (УПЦ).